# Ешелле
Ешелле́ (також ешель, від фр. échelle — східці) — різновид дифракційної ґратки з великим кутом блиску (англ. blaze), що відбиває та концентрує випромінювання в спектр високих порядків.
Має проміжні властивості між ешелетом та ешелоном Майкельсона.
Застосовується в монохроматорах високої роздільної здатності та спектрографах зі схрещеною дисперсією, зокрема, на великих телескопах Європейської південної обсерваторії: CRIRES (англ. Cryogenic high-resolution infrared echelle spectrograph), UVES (англ. Ultraviolet and Visual Echelle Spectrograph) та ін. 